# Taken 3
Taken 3 (estilizado como Tak3n, titulada Búsqueda Implacable 3 en Hispanoamérica y Venganza 3 en España, estilizado como V3nganza) es una película francesa de acción rodada en Estados Unidos, dirigida por Olivier Megaton y escrita y producida por Luc Besson y Robert Mark Kamen. Es la secuela de la película de 2012 Taken 2 y la tercera entrega de la serie de la película Taken. La película está protagonizada por Liam Neeson, Maggie Grace, Famke Janssen y Forest Whitaker.

## Argumento
Después de una breve visita a su hija, Kim, Bryan Mills se encuentra con su exesposa, Lenore. Entablan una conversación diciéndole que ella y su marido, Stuart St. John, están teniendo problemas maritales, diciéndole que quiere dejar todo y fantasea. Él le entrega una copia de la llave de su departamento para cuando ella necesite despejar su mente y estar sola. Ella ha reavivado sentimientos románticos por Bryan que se niega a involucrarse mientras ella todavía está casada. Más tarde, Stuart advierte a Bryan que se mantenga alejado de Lenore, porque según él su acercamiento perjudica al matrimonio.
Al día siguiente, Lenore envía un mensaje de texto a Bryan pidiendo encontrarse en su departamento. Bryan está de acuerdo, pero al regresar de la confitería a su apartamento descubre un cuchillo de cocina con sangre en el suelo y el cuerpo de Lenore en su cama. Casi de inmediato, el Departamento de Policía de Los Ángeles llega a detener a Bryan. Mientras tanto, en LAPD el Inspector Frank Dotzler, que rápidamente se convierte en familiarizarse con el fondo único de Bryan, encabeza la cacería para capturarlo.
Bryan recupera armas y electrónica desde un lugar seguro. A continuación, accede al GPS del auto de ella que fue confiscado por la policía y vuelve sobre los pasos de Lenore justo antes de su asesinato. En una estación alejada de la ciudad "Rancho Berrego", recupera imágenes de vigilancia donde se observa claramente que Lenore fue secuestrada por hombres no identificados, y Bryan capta en su mente el tatuaje de una estrella en la mano derecha de uno de los secuestradores. Detectives del LAPD llegan y desconocido para ellos, Bryan se deja ser arrestado, y luego se apodera del coche de la policía para acceder al sistema informático del LAPD de la computadora portátil del vehículo para analizar la información. Más tarde se descubre que Lenore fue secuestrada en una gasolinera antes de su asesinato.
Bryan se reúne con Kim en el baño ubicado en su campus de la universidad y elimina un micrófono de vigilancia que la Policía de Los Ángeles colocó, sin que ella lo sepa. Él le dice que está buscando al asesino y que debía mantenerse a salvo. A continuación, ella le cuenta que Stuart ha estado contratando guardaespaldas para protegerse y después le anuncia que está embarazada.
Bryan luego persigue el auto de Stuart desde atrás sólo para ser empujado sobre el borde de un acantilado por otro coche, para luego perseguirlos, enterándose de que son los de la mafia rusa y los elimina en una estación de paso. Bryan más tarde secuestra e interroga Stuart, quien revela que el asesino de su esposa es un veterano spetsnaz llamado Oleg Malankov, a quien Stuart le debía y fue el motivo del asesinato de Lenore y que en la lista seguía Kim su hija, teniendo en cuenta que él les habló de Bryan y sus habilidades.
Con la ayuda de sus colegas de la CIA y un Stuart reacio, Bryan logra entrar a la suite fuertemente custodiado de Malankov. Después de matar al guardia, Bryan hiere mortalmente a Malankov y éste le dice que Stuart había jugado con los dos hombres de unos contra otros. Mientras tanto, Stuart le dispara a Sam, y secuestra a Kim, con la intención de huir del país con los 12 millones de dólares que ha recogido de póliza de seguro de vida de Lenore. Bryan persigue a Stuart hasta el aeropuerto justo cuando se está preparando el avión de Stuart para el despegue. Después de desactivar el avión, Bryan vence a Stuart, diciéndole a Stuart que pasará tiempo en prisión por su participación en el asesinato de Lenore. A su vez, Bryan le dice a Stuart: "Sé que conoces a muchas personas y con un buen abogado saldrás de la cárcel en unos años, entonces iré a buscarte, te voy a encontrar... y ambos sabemos lo que va a pasar" para luego noquearlo de un golpe con la culata de su pistola. Dotzler y la policía de Los Ángeles llegan y arrestan a Stuart.
A raíz de la muerte de Lenore, Kim, quien está embarazada, informa a Bryan que quiere nombrar a su bebé Lenore, igual que su madre.

## Elenco y doblaje

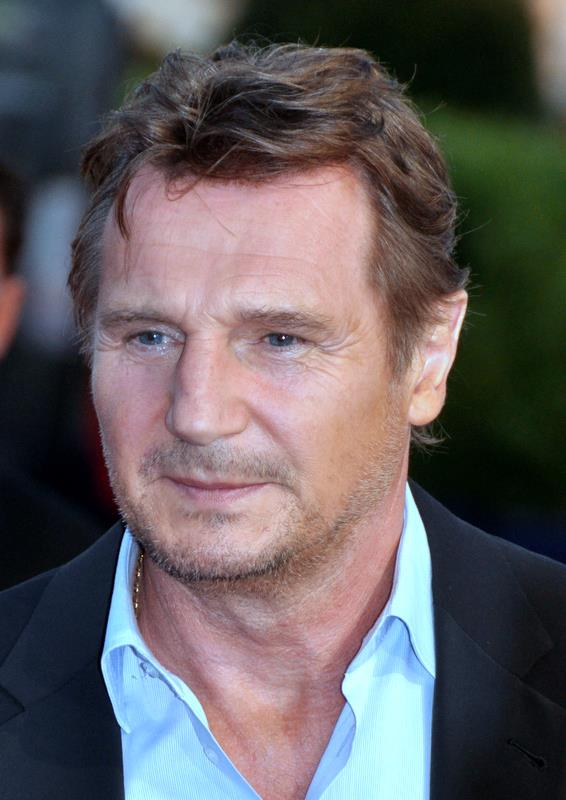
Liam Neeson en 2012

| Personaje            | Actor original   | Actor de doblaje            | Actor de doblaje     |
| -------------------- | ---------------- | --------------------------- | -------------------- |
| Bryan Mills          | Liam Neeson      | Gerardo Reyero              | Salvador Vidal       |
| Franck Dotzler       | Forest Whitaker  | José Luis Orozco            | Rafael Calvo         |
| Stuart St. John      | Dougray Scott    | Salvador Delgado            | Juan Antonio Bernal  |
| Kim Mills            | Maggie Grace     | Gaby Beltrán                | Isabel Valls         |
| Lenore St. John      | Famke Janssen    | Sarah Souza                 | Silvia Castelló      |
| Sam Gilroy           | Leland Orser     | Mario Castañeda             | Jordi Ribes          |
| Mark Casey           | Jon Gries        | Pedro D'Aguillón Jr. (†)    | Paco Gázquez         |
| Bernie Harris        | David Warshofsky | Leonardo García             |                      |
| Oleg Malankov        | Sam Spruell      | Dafnis Fernández            | Ricky Coello         |
| Smith                | Dylan Bruno      | Raúl Anaya                  |                      |
| García               | Don Harvey       | Sergio Gutiérrez Coto       | Ramón Canals         |
| Maxim                | Andrew Howard    | Edson Matus                 | Yuri Myakhaylychenko |
| Jimmy                | Jonny Weston     | Enzo Fortuny                | David Brau           |
| Phillips             | Chad Donella     | Arturo Mercado Jr.          |                      |
| Clarence             | Andrew Borba     | Víctor Covarrubias          | Eduardo Elías        |
| Mike                 | Wallace Langham  | Alejandro Castañón          |                      |
| Brooks               | Jimmy Palumbo    | Miguel Ángel Ghigliazza (†) |                      |
| Chica en universidad | Ellen Ho         | Diana Galván Santos         |                      |
| Chica en tienda      | Stefanie Kleine  | Laura Ayala                 |                      |
| Policía en lavadero  | Alex Wraith      | Braulio Sosa                |                      |
| Profesor             | Steve Coulter    | Arturo Mercado              |                      |
| Insertos             | N/D              | Blas García                 |                      |

- Voces adicionales:

- Andrés García
- Salvador Chantres
- Ulises Maynardo Zavala
- Héctor Miranda
- Mariana Santiago
- Magdalena Tenorio
- Lion Ollivier
- Angélica Villa
- Graciela Malanche
- Héctor Moreno
- Raymundo Armijo
- Gisella Ramírez
- Ruth Toscano
- Doris Vargas
- Erick Selim
- Xavier Sol
- José Luis Miranda
- Katalina Múzquiz
- Mark Pokora
- Salvador Reyes
- Sergio Castillo
- Rafael Pacheco
- Claudia Contreras
- Jaime Alberto Carrillo
- Mildred Barrera
- Sergio Morel

## Producción
El 28 de septiembre de 2012, Liam Neeson dijo que no habría una tercera película, dijo también que las posibilidades de filmar Taken 3 eran mínimas. Más tarde el 9 de octubre de 2012, los escritores Luc Besson y Robert Mark Kamen dijeron a Hollywood que el estudio 20th Century Fox querían filmar una tercera película, pero que iría en otra dirección. El 24 de junio de 2013, el guion estaba siendo escrito, pero no había director. El 29 de enero de 2014, se anunciaba que Olivier Megaton volvería a la dirección de la tercera película .

### Elenco
El 24 de junio de 2013 se reveló que Liam Neeson estaba en conversaciones finales para repetir su papel como Bryan Mills y tendría un salario de 20 millones de dólares para el papel. El 29 de enero de 2014, Forest Whitaker se unió a la película. El 1 de febrero de 2014 se reveló que Neeson dijo que iba a estar en la película. El 12 de marzo de 2014, Maggie Grace se unió al elenco, seguido de un cierre de acuerdo con Famke Janssen al día siguiente. El 24 de marzo de 2014, Leland Orser fue también llamada a desempeñar su papel en el reparto de la tercera película que también incluye a Jon Gries. El 31 de marzo de 2014 Jonny Weston firmó para protagonizar en la película como el novio de Kim.

## Rodaje
El rodaje de la película comenzó el 29 de marzo de 2014 en Los Ángeles. El rodaje también tuvo lugar en Atlanta, en el área metropolitana de Cartagena (Murcia) y en Jávea (Alicante). El 8 de abril de 2014 Neeson fue visto durante la filmación de algunas escenas en Los Ángeles. El 24 de abril de 2014 el rodaje comenzó en Covington, Georgia donde se filmó escenas en Newton College y Career Academy.

## Estreno
Se estrenó el 9 de enero de 2015 en los Estados Unidos.